# アレックス・ガンサ
アレックス・ガンサ（Alex Gansa）は、アメリカ合衆国の脚本家、プロデューサーである。テレビシリーズ『HOMELAND』で製作総指揮兼ショーランナーを務めている。

## キャリア
『美女と野獣』（1987年 - 1990年）では一部のエピソードで製作、脚本を務めた。その後、『Xファイル』の最初の2シーズンで脚本とスーパーバイジングプロデューサーと脚本、『ドーソンズ・クリーク』の第3シーズンで製作総指揮を務めた。他に『NUMBERS 天才数学者の事件ファイル』、『アントラージュ★オレたちのハリウッド』にも参加した。
『24 -TWENTY FOUR-』では第7シーズンから脚本家として参加した。
2011年からはショウタイムの『HOMELAND』で企画・脚本・製作総指揮を務めている。2012年、『HOMELAND』のパイロットエピソード「英雄の帰還」を執筆したことによりプライムタイム・エミー賞脚本賞（ドラマ部門）を受賞した。また番組はプライムタイム・エミー賞作品賞（ドラマ部門）を獲得した